# 033号線 (チェコ)
チェコ国鉄033号線、別名スタルコチ～ヴァーツラヴィツェ線（チェコ語: Železniční trať Starkoč–Václavice）は、チェコ国鉄の鉄道線の名称である。
1876年、オーストリア国有鉄道の路線として開業した。026号線と032号線を連絡する路線として機能している。

## 運行形態

### 快速「スピェシニー(Sp)」
- スタルコチ～ヴァーツラヴィツェ～ブロウモフ
1時間ヘッドで運行する。ヴァーツラヴィツェ以東は026号線に直通する。上下ともスタルコチで032号線のプラハ方面特急、またはフラデツ・クラーロヴェー方面快速と接続する。なお、一部はフラデツ・クラーロヴェーまで直通する。
2019年以前は、1往復が特急として運行していた。

### 普通
スタルコチ～ヴァーツラヴィツェ間に1時間ヘッドで運行されている。上下とも、スタルコチで032号線のトルトノフ方面、ヴァーツラヴィツェで026号線のティーニシチェ方面およびナーホド方面普通に接続する。なお、一部は026号線や032号線に直通する。

### 過去の運行種別
- 特急「リフリーク(R)」
2017-19年度に、プラハ - スタルコチ - ヴァーツラヴィツェ - メジムニェスチー間に、土曜日を除く毎日、一日1往復運行していた。ヴァーツラヴィツェ以東は026号線に、スタルコチ以西は032号線に直通していた。2019年末、快速に格下げとなった。

## 駅一覧
以下では、チェコ国鉄033号線の駅と営業キロ、停車列車、接続路線などを一覧表で示す。特急・快速・普通とも、各駅に停車する。
| 路線名 | 駅名                 | 駅間営業キロ | 累計営業キロ | 接続路線                                      | 所在地                     | 所在地     |
| ------ | -------------------- | ------------ | ------------ | --------------------------------------------- | -------------------------- | ---------- |
| 033    | ヴァーツラヴィツェ駅 | -            | 0.0          | 026号線（ブロウモフ方面、ティーニシチェ方面） | フラデツ・クラーロヴェー州 | ナーホド郡 |
| 033    | スタルコチ駅         | 2.7          | 2.7          | 032号線（トルトノフ方面、プラハ方面）         | フラデツ・クラーロヴェー州 | ナーホド郡 |